# Fernando Ferandiere
Fernando Ferandiere (ou Ferrandiere) est un guitariste et compositeur espagnol, né à Toro près de Zamora vers 1740, décédé vers 1816. 

## Biographie
Fernando Ferandiere a étudié à Zamora puis enseigné la musique à Madrid. Il a été violoniste à la cathédrale de Malaga et en 1771 il publie à Malaga une méthode de violon, Prontuario Músico. Il publie sa méthode de guitare Arte de tocar la guitarra española por música en 1799 à Madrid.

## Œuvres
Fernando Ferandiere a composé plus de 200 œuvres.
- Prontuario músico : para el instrumentista de Violin y Cantor (1771)[1]

### Musique pour orchestre
- Six concertos pour guitare

### Musique de chambre
- 6 duos de Ferrandi

### Guitare seule
- 16 Caprichos, Preludios, Fantasias, o modulatciones (1790)
- Arte de Tocar La Guitarra Española por Música (1799)[2]
- Tema y 10 Variaciones de Fernando Ferandiere (1800)
- Rondo
- Contradanza

### Autre
- Lamentacion segda de el Jubes Sto, con viols y tromps, para la Sta Ygla de Zamora, Ao 1787, hecha para el señor Dn. Antonio Zerillo, por D. Fernando Ferandiere, en Madrid